# Wodnicha atramentowa
Wodnicha atramentowa (Hygrophorus atramentosus (Alb. & Schwein.) H. Haas & R. Haller Aar. ex Bon) – gatunek grzybów z rodziny wodnichowatych (Hygrophoraceae).

## Systematyka i nazewnictwo
Pozycja w klasyfikacji według Index Fungorum: Hygrophorus, Hygrophoraceae, Agaricales, Agaricomycetidae, Agaricomycetes, Agaricomycotina, Basidiomycota, Fungi.
Obecną polską nazwę nadała Gumińska w 1997.

## Morfologia
Kapelusz szary, o metalicznym odcieniu, średnicy 3,5–8 cm, nieregularny kształt. Trzon grzyba 4–6 cm x 8–20 mm. Dorosłe blaszki promieniście są białe lub szarawe. Łagodny zapach. Zarodniki 7–8,5 × 4,5–5,5 µm. Grzyb nie jest jadalny.

## Występowanie i siedlisko
Występuje w Europie. W Polsce podano stanowiska w Karkonoszach i Tatrach.  Znajduje się na liście gatunków podlegających ochronie częściowej. Rośnie w lasach iglastych, na ziemi, na glebie wapiennej, pod jodłami.